# Eggs Sardou
Pour les articles homonymes, voir Sardou.
Les eggs Sardou (« œufs Sardou ») est un plat louisianais créole constitué d'œufs pochés, de fonds d'artichaut, d'épinards crémeux et de sauce hollandaise. Il est au menu de nombreux restaurants créoles dans La Nouvelle-Orléans, notamment chez Antoine's d'où le plat serait issu ainsi que chez Brennan's (en). Les œufs Sardou ont été nommés en l'honneur de Victorien Sardou, un dramaturge français populaire du XIXe siècle, qui était en tournée à La Nouvelle-Orléans lorsque le plat a été inventé.

## Préparation
Des épinards cuits sont mélangés avec de la sauce béchamel, une ou deux gouttes de sauce Tabasco. Des fonds d'artichaut pré-coupés sont chauffés à (80 °C au four pendant cinq à dix minutes. L'œuf Sardou est assemblé en plaçant de généreuses cuillerées d'épinards sur une assiette chaude. Les fonds d'artichaut sont placés au dessus des épinards et les œufs pochés sont mis dans les fonds d'artichaut. Le tout est alors recouvert de sauce hollandaise. Certains chefs omettent la muscade et les clous de girofle de la béchamel lors de son élaboration pour les épinards. Les œufs peuvent aussi être servis avec des truffes, du jambon et des anchois.

## Service
Les œufs Sardou doivent être servis à l'instant lorsque les épinards, les artichauts, les œufs pochés et la sauce hollandaise sont encore à bonne température. Pour cette raison, une assiette, ou un bol réchauffé, est recommandé dans la plupart des recettes. La garniture, si incluse, devrait avoir une couleur qui contraste bien avec la sauce hollandaise jaune qui nappe le plat. Cela peut être du bacon ou du jambon coupé finement ou même une légère touche de paprika. Si les œufs sont servis en tant qu'apéritif, aucun plat d'accompagnement n'est nécessaire. S'ils sont servis lors d'un brunch ou en tant qu'entrée, les à-côtés ne doivent pas dominer les saveurs délicates des œufs, des épinards et de la sauce. Si du vin est servi, il doit être blanc, préférablement un vin blanc légèrement sucré.

## Voir également